# Benito Juárez

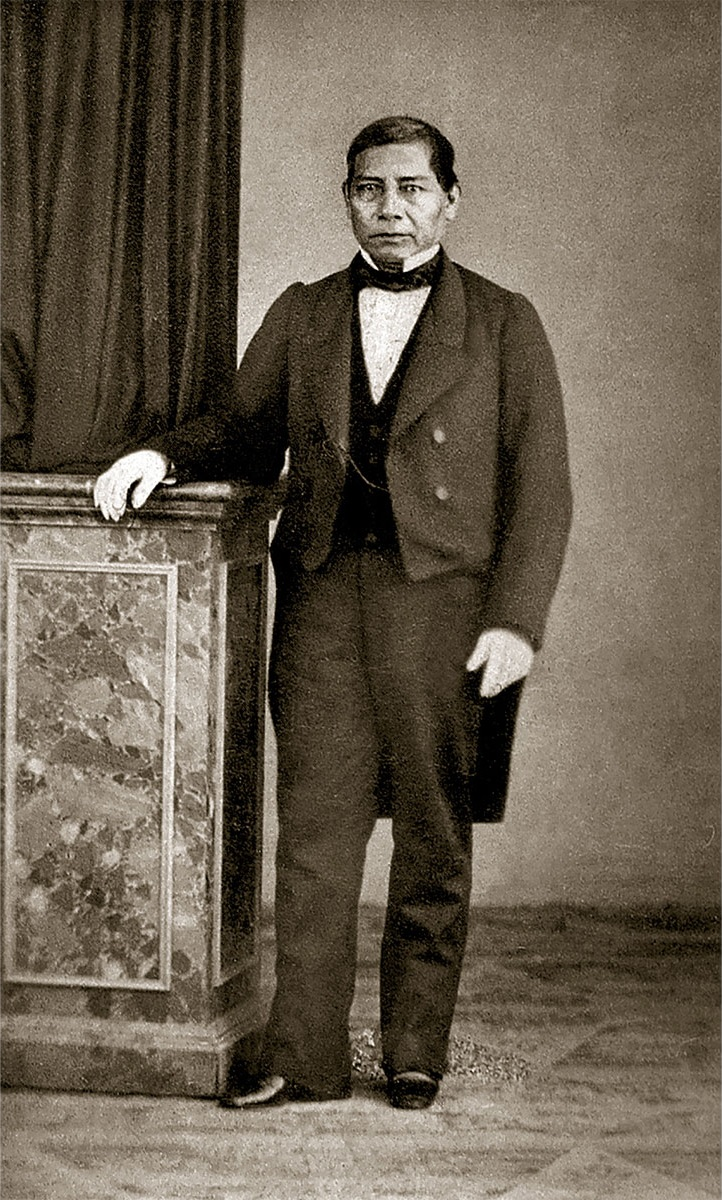
Benito Juárez um etwa 1860

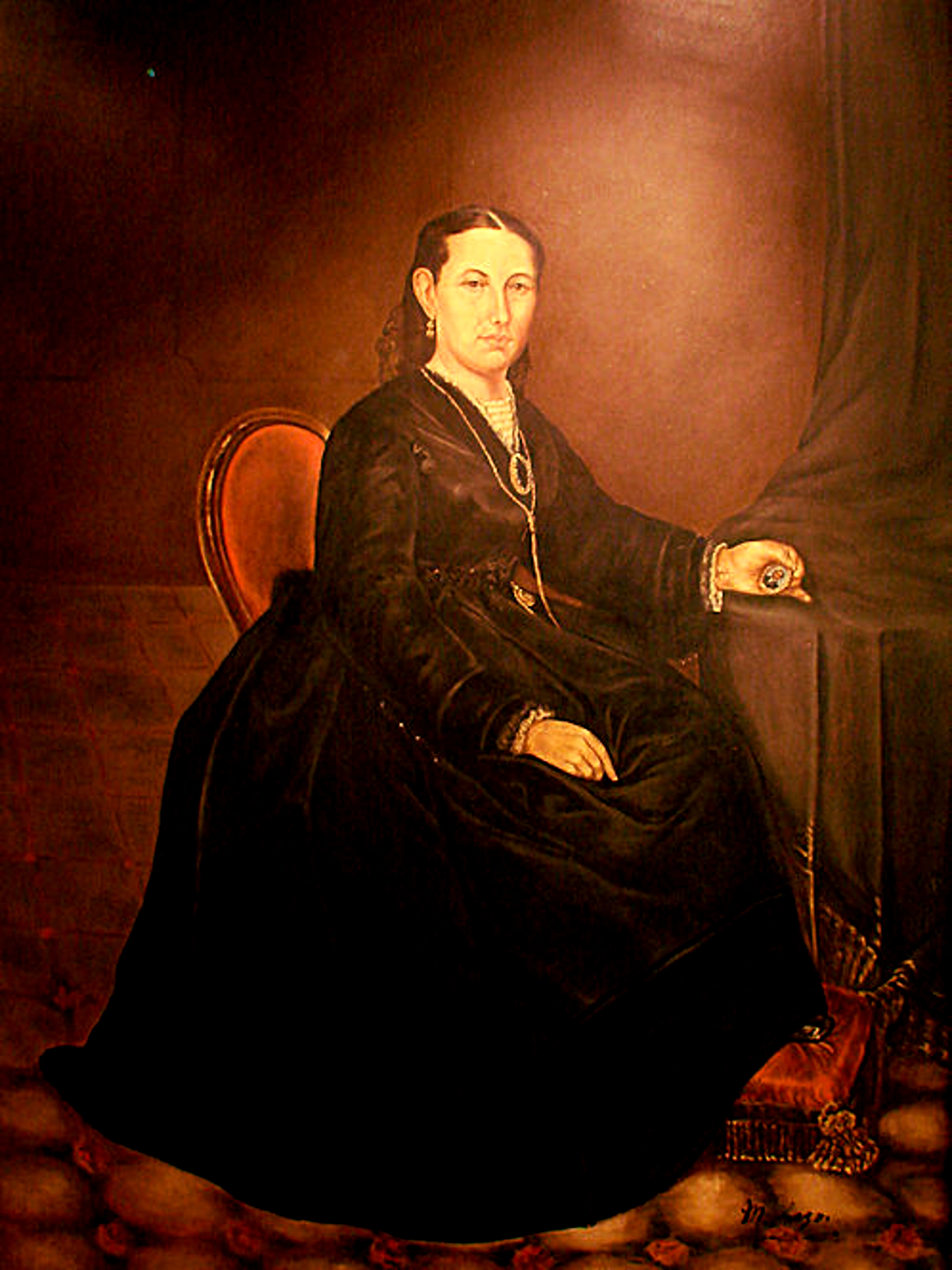
Margarita Maza de Juárez, Gemälde im Museo Benito Juárez. Mexiko-Stadt

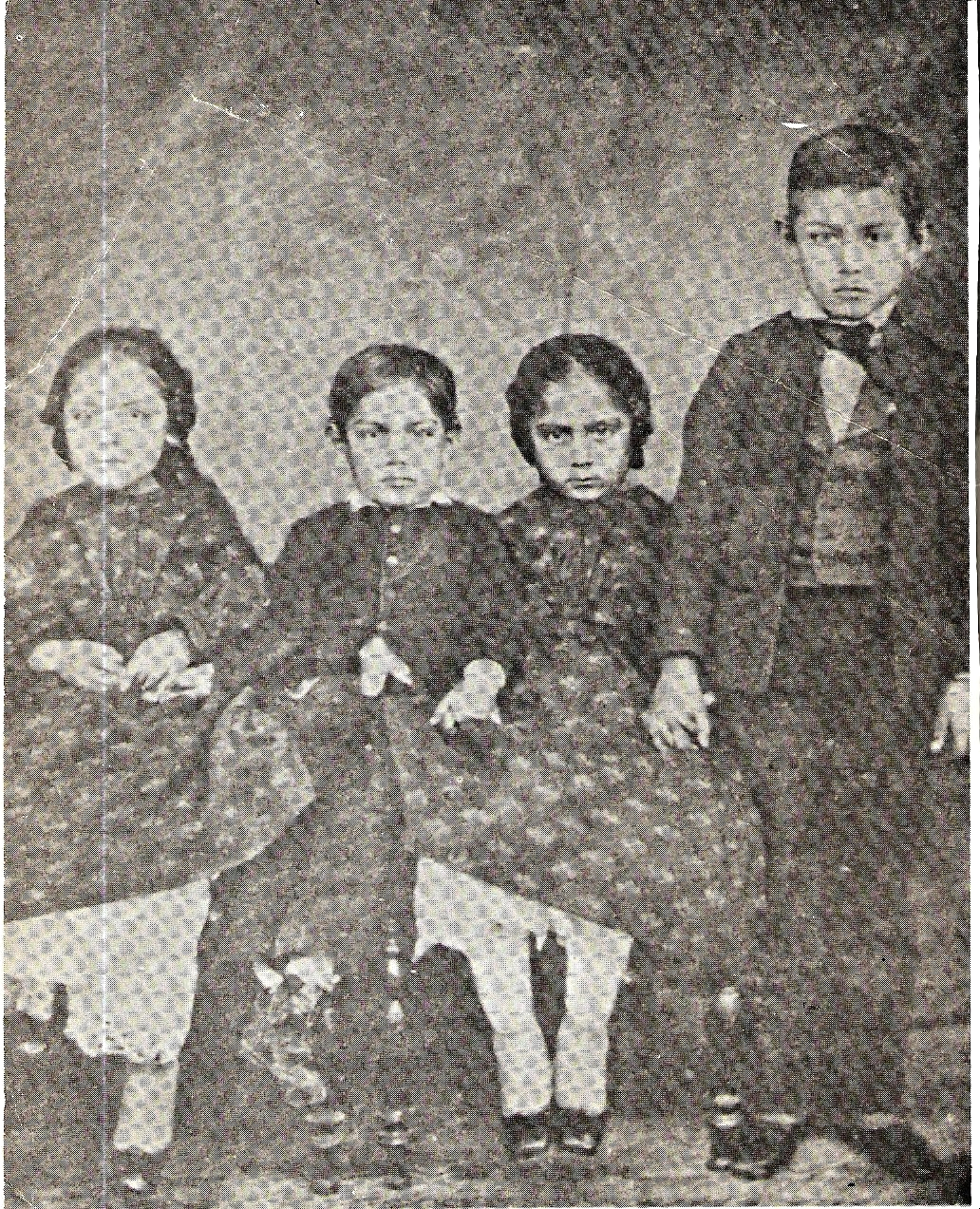
Vier der Kinder des Ehepaares

Benito Juárez García (* 21. März 1806 im Bergdorf San Pablo Guelatao bei Ixtlán de Juárez im Bundesstaat Oaxaca; † 18. Juli 1872 in Mexiko-Stadt) war ein mexikanischer Staatsmann. Er war von 1858 bis 1872 Präsident Mexikos. Er gilt als einer der größten liberalen Reformer des Landes.

## Leben
Benito Juárez wurde in der Ortschaft San Pablo Guelatao im Bundesstaat Oaxaca als Sohn der zapotekischen Bauern Brígida García und Marcelino Juárez geboren. Nachdem er mit drei Jahren Waise geworden war, wurde er von Priestern erzogen. Bis zu seinem 15. Lebensjahr sprach er kein Spanisch. Am 17. Dezember 1818 ging er nach Oaxaca und trat am 18. Oktober 1821 in das dortige Seminar ein. Mexiko feierte am 16. September 1821 die Unabhängigkeit. Nach seinem Studium, das er am 13. Januar 1834 mit der Anwaltszulassung abschloss, und einer kurzen Tätigkeit als Anwalt wandte er sich der Politik zu und wurde Parteigänger der Liberalen. Am 31. Juli 1843 heiratete er Margarita Maza in der Kirche San Felipe Neri in Oaxaca, die Zivilehe gab es noch nicht. Das Paar hatte 12 Kinder, von denen fünf im Kindesalter starben.
Nach der Niederlage Mexikos im Krieg gegen die USA (1848) gehörte er zu der neuen Generation von Liberalen, zu deren Führer er schließlich wurde. Seit dem 15. Januar 1847 war er Freimaurer. Am 29. November 1847 wurde er Gouverneur von Oaxaca, wurde jedoch am 25. Mai 1853 auf Anweisung von General Antonio López de Santa Anna festgenommen. Ab dem 29. September 1853 war er in San Juan de Ulúa gefangen und wurde nach New Orleans verbannt, wo er, von Frau und Kindern getrennt und ohne Englischkenntnisse, als Zigarrendreher arbeiteten musste.
Im Jahr 1854 wirkte er mit am Plan von Ayutla, der verlangte, den im Krieg unterlegenen General Santa Anna abzusetzen, worauf dieser im Folgejahr zurücktrat. Juárez kehrte aus dem Exil nach Mexiko zurück und beteiligte sich an dem Programm, das als La Reforma in die Geschichte einging. Juárez wurde am 6. Oktober 1854 Justizminister der provisorischen Regierung unter General Juan Álvarez. Juárez brachte Gesetzesentwürfe über die Trennung von Kirche und Staat, Zivilehe, Religionsfreiheit und Aufhebung der Klöster ein. Am 19. Januar 1856 wurde er erneut als Gouverneur von Oaxaca eingesetzt.
Er entwickelte sich zum Verfechter der als Agrarreform bezeichneten Abschaffung des Ejido. Nach dem Rücktritt des Staatspräsidenten Ignacio Comonfort übernahm er als Oberster Richter am 13. Juli 1857 gemäß der Verfassung von 1857 dessen Amt. Der 1858 ausgebrochene Bürgerkrieg gegen die Konservativen wurde nicht zuletzt dadurch ausgelöst. Juárez verlegte den Regierungssitz am 4. Mai 1858 nach Veracruz. Am 12. Juli 1859 folgte das Gesetz zur Verstaatlichung von Kirchengütern und am 4. Dezember 1860 wurde die Religionsfreiheit gesetzlich verankert. Der Krieg konnte 1861 gewonnen werden. Am 11. Juni 1861 wurde Juárez verfassungsmäßiger Präsident der Vereinigten Staaten von Mexiko.
Da das Land finanziell ausgeblutet war, wollte Juárez die Schuldenrückzahlungen an das Ausland für zwei Jahre einstellen. Am 17. Juli 1861 erklärte er die bestehenden Schuldenverträge für ungültig und brach diplomatische Beziehungen ab. Zu den Gläubigerländern zählte auch Frankreich. Das gab Napoleon III. den Vorwand, in der französischen Intervention in Mexiko zu intervenieren und seine Truppen am 9. Januar 1862 in Veracruz zu landen. Juárez reagierte am 25. Januar 1862 mit einer Generalmobilmachung und erließ ein Dekret, das allen Invasoren und deren Kollaborateuren die Todesstrafe androhte.
Wegen der ständigen erzwungenen Ortswechsel, teils während ihrer Schwangerschaft, lebte seine Frau mit den Kindern ab Sommer 1864 in New York. Aus dieser Zeit ist eine umfangreiche Korrespondenz des Ehepaars erhalten. 1862 heiratete seine älteste Tochter Manuela – genannt Nela – den Kubaner Pedro Santacilia. Margarita war auch eine politische Beraterin ihres Mannes. Seiner Frau in New York schrieb Juárez, „gib acht auf die Kinder, die uns geblieben sind, und gib auf dich acht. Versuch dich abzulenken und denk nicht über vergangenes Unglück nach, denn dafür gibt es kein Heilmittel. Mach dir um mich keine Sorgen und hör nicht auf die schlechten Nachrichten, die von unseren Feinden verbreitet werden. Ich bin bei guter Gesundheit.“
Am 5. Mai 1862 erlitten die Franzosen in Puebla eine erste Niederlage. Juárez verlegte den Regierungssitz am 31. Mai 1863 nach San Luis Potosí, kurz bevor die französische Armee Mexiko-Stadt am 7. Juni 1863 besetzte. Von dort musste er sich am 11. Februar 1864 nach Monterrey zurückziehen. Als es auch dort gefährlich wurde, zog er am 15. August in die Gegend von Saltillo und Parras im Bundesstaat Coahuila. Dass Juárez ständig einen weiteren Aufenthaltsort suchte, wurde bald zur Obsession seiner Feinde. 1864 war sein Gebiet auf Michoacán, Chihuahua, Oaxaca, Guerrero, Colima und einen Teil  von Sonora zusammengeschrumpft, doch lieferten die USA Waffen. Napoleon III. installierte 1864 eine Marionettenregierung mit dem Erzherzog des kaiserlichen Hauses von Österreich Maximilian von Habsburg als „Kaiser von Mexiko“. Großbritannien und Spanien beteiligten sich zunächst, zogen sich aber im April 1862 zurück. Im Jahr 1865, nach dem Ende des Sezessionskrieges, pochten die USA wieder auf die Einhaltung ihrer Monroe-Doktrin. 
Juárez erlaubte Matías Romero am 19. März 1865 die Rekrutierung von Freiwilligen in den USA. Da seine Amtszeit per 30. November 1865 ablief, verlängerte Juárez sein Präsidentenamt am 8. November 1865 per Dekret bis zum Ende des Krieges. Nach weiteren Kriegsjahren wurde die Hauptstadt am 21. Juni 1867 befreit und Juárez kehrte am 15. Juli 1867 in die Stadt zurück. Nach dem Sieg seiner Anhänger, der Juaristas, über die restlichen Invasoren überwachte Juárez 1867 persönlich in Santiago de Querétaro die standrechtliche Erschießung des selbsternannten „Kaisers“ Maximilian I.

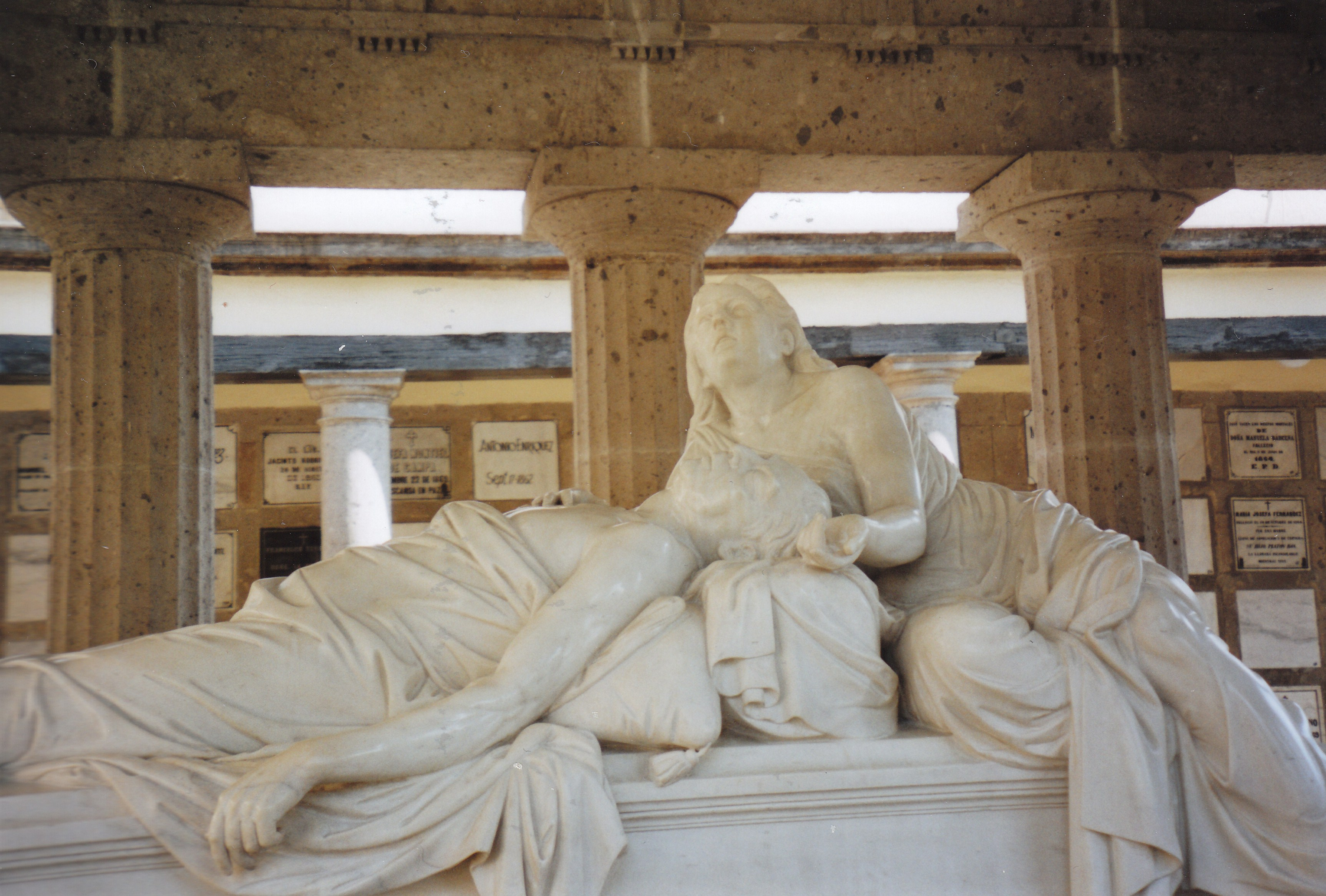
Grabmal für Benito Juárez und Margarita Maza de Juárez auf dem Friedhof von San Fernando in Mexiko-Stadt

Am 19. Dezember 1867 wurde Juárez in Neuwahlen im Amt bestätigt. Am 2. Januar 1871 starb seine Frau Margarita Maza. Der spätere Diktator Porfirio Díaz unternahm am 8. November 1871 einen ersten Putschversuch gegen die Regierung von Benito Juárez, doch er war ungebrochen populär und als Mexikaner einfacher Herkunft und indigener Abstammung eine nationale Identifikationsfigur im Land der Mestizaje. Am 1. Dezember 1871 wurde Juárez deshalb ein weiteres Mal an den Wahlurnen im Amt bestätigt. Sein liberales Reformwerk setzte er bis zu seinem Tode fort. Er starb 1872 in seinem Amtssitz an einem Herzinfarkt. Am 18. April 1873 erhielt Juárez den postumen Titel Benemérito de la Patria. Am 28. November 1876 folgte ihm  General Porfirio Díaz im Amt des Staatspräsidenten, die Langzeitherrschaft des nach Porfirio Díaz benannten Porfiriats begann, dieses sollte erst 1910 mit der Mexikanischen Revolution ein Ende finden. 

## Wirkung

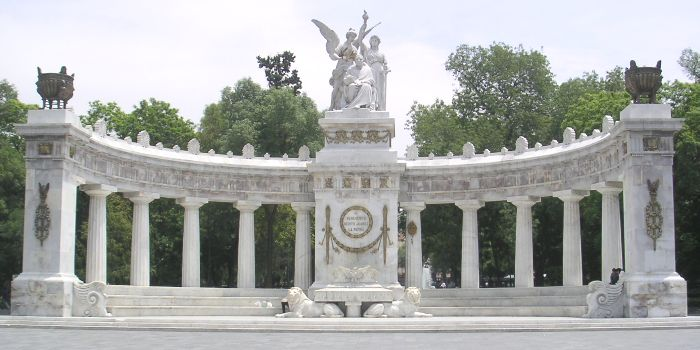
Das Bauwerk Hemiciclo a Juárez wurde ab 1906 anlässlich Benito Juárez’ 100. Geburtstags errichtet. Der Besuch dieser Stätte zu seinem Geburtstag ist zu einer traditionellen Pflicht mexikanischer Präsidenten geworden.

Nach Benito Juárez sind zahlreiche Straßen und Statuen benannt. Gerne zitiert wird auch sein Ausspruch: „El respeto al derecho ajeno es la paz“ („Respekt vor dem Recht des anderen bedeutet Frieden“).

## Nach Juárez benannte Orte
- Bereits im Jahr 1872 wurde die Stadt Oaxaca in Oaxaca de Juárez umbenannt.
- Seit 1888 trägt die Stadt Ciudad Juárez seinen Namen.
- Der Flughafen Benito Juárez International Airport in Mexiko-Stadt wurde nach ihm benannt.
- Die Delegación Benito Juárez, einer von 16 Bezirken von Mexiko-Stadt, ist ebenfalls nach ihm benannt.
- Der Paseo de la Reforma, die Prachtstraße von Mexiko-Stadt, wurde nach seinen Reformgesetzen benannt.

## Trivia

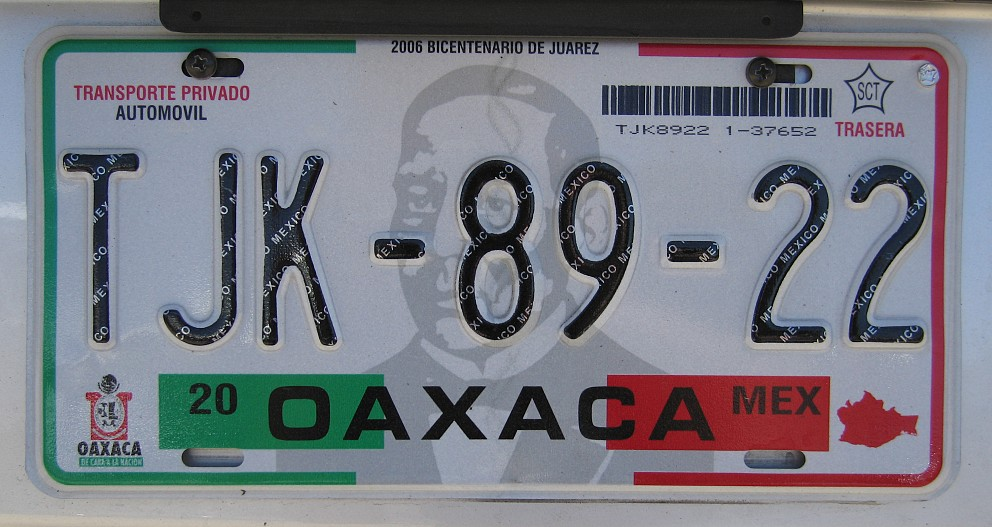
Benito Juárez auf einem Autokennzeichen aus Oaxaca

- Autokennzeichen im Bundesstaat Oaxaca zeigen ein Porträt von Juárez.
- Sein Urenkel Carlos Obregón Santacilia war ein bedeutender mexikanischer Architekt.
- Sein Gesicht ziert die 20-Peso- sowie die 500-Peso-Banknote Mexikos.
- In San Pablo Guelatao kann ein Nachbau des Geburtshauses von Benito Juárez besichtigt werden.[1]

## Juárez in Literatur und Film
- Karl May: Waldröschen III. Münchmeyer Verlag, Dresden 1882–1884. (Bearbeitung durch den Karl-May-Verlag u. d. T.: Benito Juarez. Bamberg. (Gesammelte Werke; 53)).
- Friedrich Gerstäcker: In Mexiko. Roman mit historischen Bezügen. Ca. 1872–1875 in den gesammelten Schriften bei Hermann Costenobla, Jena.
- Franz Werfel: Juarez und Maximilian. Dramatische Historie in 3 Phasen und 13 Bildern. Paul Zsolnay Verlag, Wien 1924.
- Juarez, Film von William Dieterle (1939), mit Paul Muni als Benito Juarez.
- Vera Cruz, Film mit Gary Cooper und Burt Lancaster (1954).
- Der Schatz der Azteken, Film von Robert Siodmak (1965), mit Fausto Tozzi als Benito Juarez.
- Präriejäger in Mexiko, Teil 1: Benito Juarez. TV-Film von Hans Knötzsch (1988).
- John Retcliffe: Puebla oder Die Franzosen in Mexiko. 3 Bände. 1865–1867 (Die Abenteurer der Sonora, Zu den Quellen des Buenaventura, Goldfieber. Retcliffe-Verlag, Radebeul 1930, bearbeitet durch Barthel-Winkler).
- Maximilian von Mexiko, TV-BRD 1970, mit Dieter Borsche als Juarez.